# (1678) Hveen
(1678) Hveen ist ein Asteroid des Hauptgürtels, der am 28. Dezember 1940 von dem finnischen Astronomen Yrjö Väisälä in Turku entdeckt wurde. 
Der Asteroid wurde nach der im Öresund gelegenen Insel Ven benannt, auf der Tycho Brahe seine Burg und sein Observatorium unterhielt.